# 히가시구치 마사아키
히가시구치 마사아키(일본어: 東口 順昭, 1986년 5월 12일 ~ )는 일본의 축구 선수이다.

## 구단 경력
그는 2009년부터 J리그의 알비렉스 니가타, 감바 오사카에서 뛰었다.

## 국가대표팀 경력
그는 2015년 AFC 아시안컵에 참가할 일본 국가대표팀에 선발되었으나 경기에 출전하지는 못하였다. 2015년 EAFF 동아시안컵에도 출전, 8월 9일 중국와의 경기에서 데뷔했다. 2018년 FIFA 월드컵 국가대표팀에 포함되었다. 2019년 AFC 아시안컵에도 출전, 준우승. 그는 2019년까지 국제 A매치 통산 8경기에 출전했다.

## 통계

### 구단
| 알비렉스 니가타 | 알비렉스 니가타 | 알비렉스 니가타 |
| 연도            | 출전            | 득점            |
| --------------- | --------------- | --------------- |
| 2009            | 1               | 0               |
| 2010            | 32              | 0               |
| 2011            | 14              | 0               |
| 2012            | 28              | 0               |
| 2013            | 22              | 0               |
| 통산            | 97              | 0               |

| 감바 오사카 | 감바 오사카 | 감바 오사카 |
| 연도        | 출전        | 득점        |
| ----------- | ----------- | ----------- |
| 2014        | 50          | 0           |
| 2015        | 39          | 0           |
| 2016        | 36          | 0           |
| 통산        | 125         | 0           |

### 국가대표팀
| 일본 | 일본 | 일본 |
| 연도 | 출전 | 득점 |
| ---- | ---- | ---- |
| 2015 | 1    | 0    |
| 2016 | 1    | 0    |
| 2017 | 2    | 0    |
| 2018 | 3    | 0    |
| 2019 | 1    | 0    |
| 통산 | 8    | 0    |